# فرماندهی (سازمان نظامی)

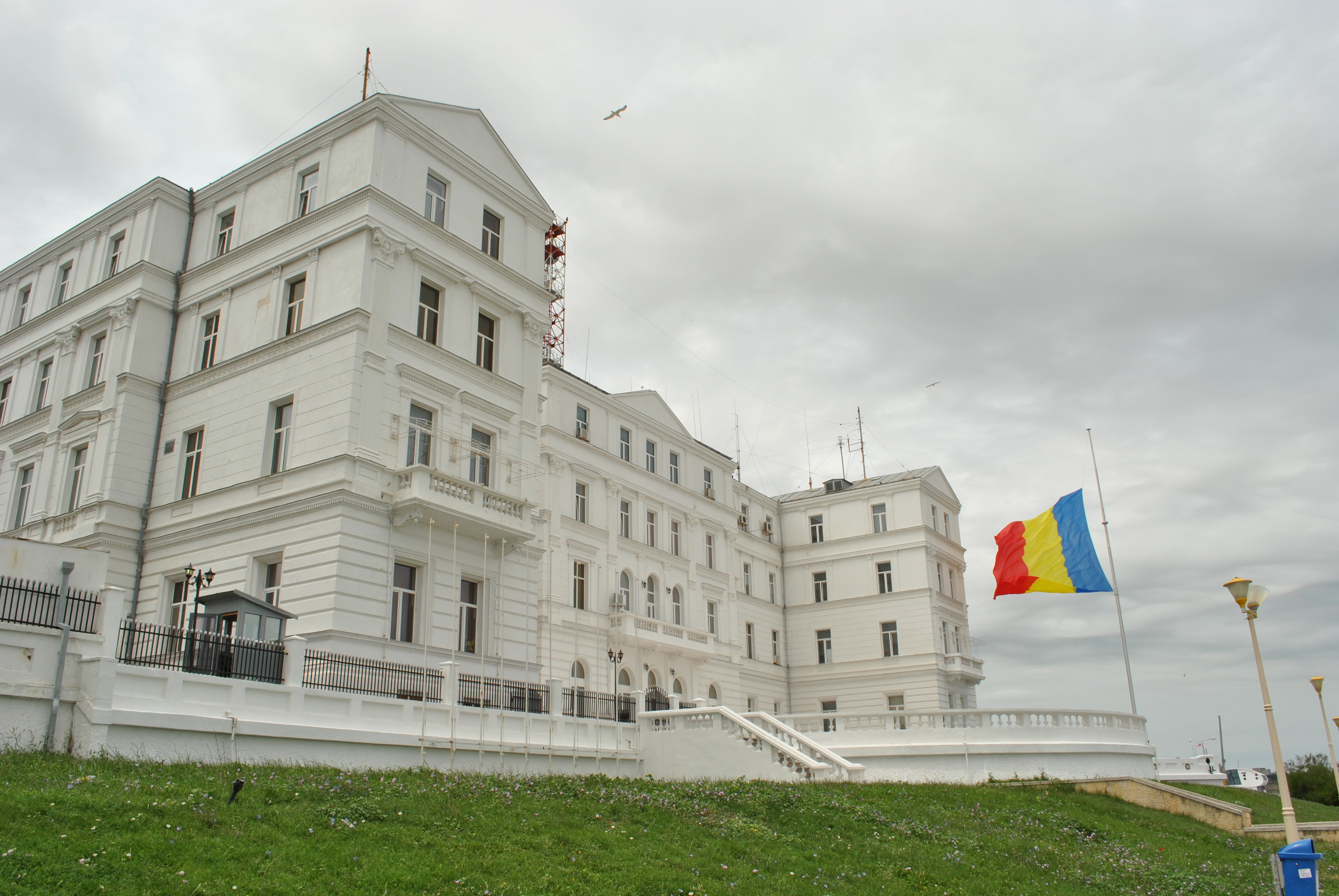
ستاد فرماندهی نیروی دریایی رومانی

فرماندهی (انگلیسی: Command) در اصطلاح نظامی یک واحد سازمانی است، که یک فرمانده نظامی مسئولیت آن را برعهده دارد. فرماندهی‌ها که گاهی یگان‌ها یا تشکیلات نظامی نیز نامیده می‌شوند، اجزای سازنده یک نیروی مسلح را تشکیل می‌دهند. یک فرمانده اغلب به‌طور خاص به این نقش منصوب می‌شود تا چارچوب حقوقی برای اعطای اختیارات فراهم شود.
وزارت دفاع ایالات متحده «فرماندهی» را اینگونه تعریف می‌کند: یک واحد یا واحدهای، یک سازمان یا یک منطقه تحت فرماندهی یک فرد.
فرماندهی ارشد یا فرماندهی‌های بزرگ، تشکیلات بزرگی هستند که توسط وزارت دفاع ایالات متحده استفاده می‌شوند. از نظر تاریخی، فرماندهی ارشد بالاترین سطح فرماندهی است. در نیروی زمینی ایالات متحده آمریکا، از مخفف MACOM برای فرماندهی ارشد استفاده می‌شود. در نیروی هوایی ایالات متحده آمریکا از مخفف MAJCOM استفاده می‌شود.